# Municipio de Jáltipan
El municipio de Jáltipan (del náhuatl Lugar sobre la arena, en popoluca Po•ymá•yim, Lugar de mucha arena) es un municipio en la región Olmeca del estado de Veracruz, México. Es parte de la Zona metropolitana de Minatitlán.
Fue una importante región popoluca. En sus inmediaciones, los toltecas fundaron Huehuetlapalan; durante el siglo XVI formaba parte de la provincia de Coatzacoalcos, por decreto de 21 de mayo de 1881, el pueblo, se eleva a la categoría de Villa, con el nombre de Jáltipan de Morelos y el 27 de noviembre de 1953, la Villa obtiene la categoría política de ciudad.

## Medio físico
Se encuentra ubicado en la zona sur del Estado, en las coordenadas 17°58′ de latitud norte y 94°43′ de longitud oeste, a una altitud de 46 metros sobre el nivel del mar. Limita al norte con Chinameca; al este con Oteapan, Zaragoza, Cosoleacaque e Hidalgotitlán; al oeste con Texistepec y Soconusco. Su distancia aproximada al sureste de la capital del estado, por carretera es de 380 km.

## Extensión
Tiene una superficie de 331.48 km², cifra que representa el 0.46 % del total del estado.

## Orografía
El municipio se encuentra ubicado en la zona sureste del estado, sobre las llanuras del sotavento.

## Hidrografía
El caudaloso río Coatzacoalcos se encuentra hacia el este a unos 12 km de Jáltipan, y en la misma dirección y a menor distancia, el Monzapan, que es afluente de aquel y que abastece a los jaltipenses de cuanta pesca necesitan.

## Clima
Su clima es cálido-regular con una variación desde los 14 °C hasta los 42 °C de temperatura. La temperatura promedio de 25 °C.; su precipitación pluvial media anual es de 1,752.5 milímetros.

## Principales ecosistemas
Los ecosistemas que coexisten en el municipio son los de bosque alto o mediano tropical perennifolio con especies de caoba, encino, sauce, chicozapote y pucté (árbol de chicle), donde se desarrolla una fauna compuesta por poblaciones de conejos, ardillas, armadillos, jabalíes, venados, aves canoras y de rapiña, y reptiles.

## Recursos naturales

### Azufre
El azufre es uno de los materiales más importantes y básico en la industria de los procesos químicos. La mayor aplicación del azufre es en la producción del ácido sulfúrico.
Más del 90% del azufre utilizado se convierte en ácido sulfúrico, pero otras industrias lo emplean mucho. Entre estos usos está la producción de pulpa de madera, disulfuro de carbono, insecticidas, fungicidas, agente blanqueadores, hule vulcanizado, detergentes, productos farmacéuticos, fertilizantes, sintetizar proteínas, colorantes, diluyentes para asfaltos de pavimentos, en concretos y morteros de azufre, en tratamiento de plantas y de suelos, en baterías metálicas de azufre-álcali y aislantes de azufre como espumas.

### Arena sílica
Esta materia prima es un cuarzo casi puro y se usa principalmente para manufactura de vidrio.
La arena silica se utiliza para fabricar sílice fundida o vidrio de cuarzo, y se caracteriza por su baja expansión y su alto punto de ablandamiento, lo que imparte una gran resistencia térmica y permite su uso por encima de los intervalos de temperatura de otros vidrios. Este vidrio es también extraordinariamente trasparente a la radiación ultravioleta. Los silicatos alcalinos, son usados como adhesivos para papel en la manufactura de cajas de cartón corrugados. Entre otros usos esta la purificación de aceites automotrices, para la purificación de aguas y fabricación de jabones. Vidrio de cal y sosa, este constituye el 95% de todo el vidrio que se fabrica, y se emplea para envases de todo tipo, vidrio plano, ventanas de automóviles y de otros tipos, vasos y vajillas. Vidrio de plomo, estos vidrios tienen mucha importancia en óptica debido a sus altos índices de refracción y de dispersión, se utiliza también mucho para la fabricación de focos eléctricos, tubos de gas neón, en virtud de la alta resistencia de este vidrio, también es adecuado para la protección contra la radiación nuclear. Vidrio de borosilicato, este tipo de vidrio tiene coeficiente de expansión bajo, gran resistencia al choque, excelente estabilidad química y gran resistencia eléctrica. Vidrios especiales, son los vidrios coloridos y recubiertos, opalescentes, translucidos de suguridad, ópticos, fotocromicos y los productos cerámicos vidriados. Fibras de vidrio, esta se produce a partir de vidrios de composiciones especiales resistentes a las condiciones de intemperie. La gran área superficial de las fibras las hace vulnerables al ataque de la humedad en el aire.

### Arcillas
Es la materia prima principal para la fabricación de productos cerámicos, productos estructurales de arcilla, materiales refractarios, productos cerámicos especializados y esmaltes y metales esmaltados.
El 60 % de toda la arcilla producida se consume en la manufactura de productos de construcción de arcilla pesada. Los productos refractarios usan grandes cantidades de arcilla y el uso está aumentando sobre todo debido a la utilización de mezclas plásticas, para apisonar y para moldear. Las arcillas se usan como cargas en muchos productos como papel, hule, plástico, pinturas y fertilizantes, se usa también como material absorbente. Entre otros usos importantes esta el lodo de perforación, los azulejos para pisos y paredes, el peletizado de minerales de hierro y la alfarería.

### Pozos de sal
La industria de la sal es tan antigua como la humanidad, la sal ha sido siempre una parte esencial de la dieta humana. La sal es un producto vital, básico para la vida, pero es también fuente de muchos productos químicos que él la actualidad constituye el sostén de nuestra compleja civilización industrial.
La sal o cloruro de sodio es la materia prima básica de gran cantidad de compuestos químicos, como el hidróxido de sodio, el sulfato de sodio, el ácido clorhídrico, los fosfatos de sodio, y el clorato y el clorito de sodio, y es la fuente de muchos otros compuestos a través de sus derivados. Prácticamente todo el cloro producido en él mundo se manufactura por la hidrólisis del cloruro de sodio. La sal se emplea en la regeneración de los ablandadores de agua de zeolitas de sodio y tiene muchas aplicaciones en la fabricación de productos químicos orgánicos.

## Características y uso del suelo
Su suelo es de tipo luvisol, se caracteriza por acumulación de arcilla en el subsuelo, es susceptible a la erosión. El 30% del territorio es utilizado en la agricultura, un 30% ganadería, un 20% en viviendas, un 15% es destinado al comercio y un 5% a oficinas y espacios públicos.

## Perfil sociodemógrafico
Existen en el municipio 670 hablantes de lengua indígena, 320 hombres y 350 mujeres, que representan el 1.73% de la población municipal. La principal lengua indígena es la náhuatl.
De acuerdo a los resultados que presenta el II Conteo de Población y Vivienda del 2005, en el municipio habitan un total de 455 personas que hablan alguna lengua indígena.

## Evolución demográfica
El municipio contaba con una población en 1995 de 40,045 habitantes, entre hombres y mujeres, de 1995 a 1996 experimenta un total de 900 nacimientos y en este mismo espacio de tiempo se dan 174 defunciones. Se estimó que en 1996 tenía una población de 41 678. De acuerdo a los resultados preliminares del censo de 2000, la población en el municipio es de 37 743 habitantes, 17 913 hombres y 19 830 mujeres.
De acuerdo a los resultados que presenta el II Conteo de Población y Vivienda del 2010, el municipio cuenta con un total de 52,895 habitantes.

## Religión
Tiene una población total mayor de 5 años de 33,800 que se encuentra dividida entre las siguientes religiones: católicos 25,271, protestantes 3,754, otras 810 y ninguna 3,917.

## Educación
La educación básica es impartida por 30 planteles de preescolar, 48 de primaria, 9 de secundaria; así como con centros de enseñanza técnica y profesional medio como lo son 1 CBTIS, 1 COBAEV,1 EBOJ 2 Preparatorias UPAV sedes Agraria y San Cristóbal. También cuenta con 2 Universidades UPAV y de Bienestar.

### Grandes promotores de la educación
Noe Baruch Torres, prolífico divulgador científico, donde destaca el Taller Ciencia Viva. Ganador de varios premios como el reconocimiento al Joven Científico por la Universidad de Stanford. Actualmente realiza el doctorado en ciencias estudiando  los mecanismos de replicación del ADN en organelos de las plantas.

## Salud
En este municipio la atención de servicios médicos es proporcionada por unidades médicas que a continuación se enlistan: 5 de la Secretaría de Salud, 1 del IMSS, 1 del ISSSTE, 1 de la Cruz Roja.
Cabe señalar que en esta municipalidad se prestan los servicios de consulta externa.

## Deporte
El fomento deportivo para su práctica y desarrollo cuenta con una cancha de usos múltiples y 2 parques deportivos con instalaciones para varias disciplinas. Estos servicios son proporcionados por el Instituto Veracruzano del Deporte. Jáltipan cuenta con jóvenes muy talentosos en el deporte de distintas disciplinas como en el fútbol.

## Vivienda
Acorde a los resultados preliminares del censo de 2000, se encontraron edificadas en el municipio 9199 viviendas, con un promedio de ocupantes por vivienda de 4.10, la mayoría son propias y de tipo fija, los materiales utilizados principalmente para su construcción son el cemento, el tabique, la madera, la lámina. Así como también se utilizan materiales propios de la región como son: palma, tejamanil, barro o bajareque.

## Actividad económica

### Agricultura
El municipio cuenta con una superficie total de 28,776.373 hectáreas, de las que se siembran 6,996.080 hectáreas, en las 1,639 unidades de producción. Los principales productos agrícolas en el municipio y la superficie que se cosecha en hectáreas es la siguiente: maíz 4,810.00; sorgo grano 500.00; frijol 120.00; arroz 730.00 y naranja 46.00. En el municipio existen 741 unidades de producción rural con actividad forestal, de las que 330 se dedican a productos maderables.

### Ganadería
Tiene una superficie de 17,291 hectáreas dedicadas a la ganadería, en donde se ubican 1,076 unidades de producción rural con actividad de cría y explotación de animales.
Cuenta con 13,610 cabezas de ganado bovino de doble propósito, además de cría de ganado porcino, ovino y equino. Las granjas avícolas y apícolas tienen cierta importancia.

### Industria
En el municipio se han establecido industrias entre las cuales encontramos 1 micro, 1 pequeña y 2 grandes; es importante mencionar que dentro de estas hay 2 con calidad de exportación encontrando 1 PITEX y 1 ALTEX. Destacando la industria de producción de carbón y óxido de aluminio, así como la extracción y procesamiento de minerales.

## Principales localidades
Cabecera municipal-Jaltipan cuenta con 52,895 habitantes, sus principales actividades son la agricultura y ganadería. Se ubica a 380 km al Sureste de la capital del Estado.
Lomas de Tacamichapan cuenta con 1,153 habitantes, sus principales actividades son la agricultura y ganadería. Se encuentra localizada a 10 km de la cabecera municipal.
Ranchoapan cuenta con 631 habitantes, sus principales actividades son la agricultura y ganadería. Se ubica a 21 km de la cabecera municipal.
Ahuatepec cuenta con 500 habitantes, sus principales actividades son la agricultura y ganadería. Se localiza a 40 km de la cabecera municipal.
San Lorenzo cuenta con 373 habitantes, sus principales actividades son la agricultura, ganadería y pesca. Se ubica a 2 km de la cabecera municipal. 73 habitantes.